# Championnat de France des rallyes 1968
Navigation
Édition précédente Édition suivante
Le championnat de France des rallyes 1968 fut remporté par Jean-Claude Andruet sur une Renault Alpine A110, devant Jean Vinatier et Henry Greder. Jean-Luc Thérier devint champion de France des rallyes du Groupe 1, sur Renault 8 Gordini 1300cm3. Cette année-là les coefficients des épreuves s'étalent seulement de 3 à 4. Les jeunes conducteurs sont mis en évidence avec la création d'un Critérium National des Rallyes à leur encontre. Jacques Henry remporte le Challenge Alpine face à Claude Henry (homonyme marseillais).

## Principales épreuves, et vainqueurs
- Rallye des Routes du Nord: annulé;
- Critérium de Touraine (11 février): Bernard Darniche, copilote Lanier sur Alpine A110 1100;
- Rallye Neige et Glace (24-25 février): Gérard Larrousse, copilote Marcel Callewaert sur Alpine A110;
- Rallye Lyon-Charbonnières-Stuttgart-Solitude (7-9 mars): Jean-Claude Andruet, copilote Jean Todt sur Alpine A110 1440;
- Rallye du Forez (27-28 avril): René Trautmann, copilote Fanini sur Lancia Fulvia Coupé Rallye HF;
- Rallye de Lorraine (11-12 mai): Gérard Larrousse, copilote Marcel Callewaert sur Alpine A110 1500;
- Ronde Cévenole (6-7 juillet): Jean-Claude Andruet, sur Alpine A110 1600 (grand Tourisme) & Casal sur Alfa Romeo Giulia GTA (tourisme);
- Rallye Vercors-Vivarais (21-22 septembre): Jean Vinatier, copilote Marcel Callewaert sur Alpine A110 1600;
- Rallye du Mont-Blanc (6 octobre): Jean-Claude Andruet, copilote Maurice Gélin sur Alpine A110;
- Tour de Corse (9-10 novembre): Jean-Claude Andruet, copilote Maurice Gélin sur Alpine A110;
- Critérium des Cévennes (23-24 novembre): Jean Vinatier, copilote Jean-François Jacob sur Alpine A110 1470.

## Classement du championnat
| Place | Pilote              | Voiture                       | Copilote(s)                              | Points |
| 1er   | Jean-Claude Andruet | Alpine A110                   | Jean Escudier & Maurice Gélin            | 571,1  |
| 2e    | Jean Vinatier       | Alpine A110                   | Marcel Callewaert & Jean-François Jacob  | 496    |
| 3e    | Henry Greder        | Opel Kadett & Opel Commodore  | André Vigneron                           | 423,5  |
| 4e    | René Trautmann      | Lancia Fulvia Coupé Rallye HF | Fanini                                   | ?      |
| 5e    | Jacques Henry       | Alpine A110                   | Jean Villeminot & Bernard-Etienne Grobot | ?      |